# Bajarse al moro (obra de teatro)
Bajarse al moro es una obra de teatro escrita por el dramaturgo José Luis Alonso de Santos en el año 1985. La obra continúa la línea costumbrista del autor, que contaba con notables precedentes como La estanquera de Vallecas, y que resulta deudora de los sainetes de principios del siglo XX que reflejan un Madrid castizo poblado de personajes perdedores y entrañables que sobrevivían como podían en los peores barrios de Madrid.

## Sinopsis
Chusa y Jaimito son dos primos que comparten un pequeño piso en el centro de Madrid, donde también vive otro amigo, Alberto. Chusa acoge a Elena, a la que propone viajar a Marruecos para traficar con droga. Pero Elena es virgen y no puede transportar la mercancía en su vagina. Para remediar el problema, y una vez descartado Jaimito, Elena debe perder su virginidad con Alberto. Pero las dificultades e interrupciones se suceden: Doña Antonia, madre de Alberto, Abel y Nancho, dos drogadictos con síndrome de abstinencia. Finalmente, Chusa viaja sola a Marruecos. A su regreso es detenida y encarcelada. Cuando sale de prisión descubre que Alberto y Elena se han ido a vivir juntos a Móstoles justo cuando la propia Chusa descubre que está embarazada de Alberto. Pero nunca se lo dirá.

## Estructura
La obra consta de dos actos. El primero con cuatro escenas -de duración de dos días- y el segundo con tres - que no concreta cuanto dura, por lo cual pueden ser días, semanas o meses-.

## Representaciones
La obra fue estrenada en el Teatro Principal de Zaragoza el 6 de abril de 1985 en una producción de Justo Alonso.
Y más tarde fue representada en el Teatro Fuencarral de Madrid en septiembre de 1985, con dirección de Gerardo Malla y el siguiente reparto: 
- Verónica Forqué (Chusa)
- Jesús Bonilla (Jaimito)
- Pedro Mari Sánchez (Alberto)
- Amparo Larrañaga (Elena)
- María Luisa Ponte (Doña Antonia)

En 1987 la obra se emitió por Televisión española con el mismo elenco de actores.
La obra se mantuvo ininterrumpidamente en cartel hasta 1988, si bien fueron cambiando los actores Natalia Dicenta/Pilar Bayona/Marisa Lahoz (Chusa), Fernando Tejeda (Jaimito), Antonio Vico (Alberto), Emma Suárez (Elena) y Marisa Porcel (Doña Antonia).
En 1989 Fernando Colomo dirigió la versión cinematográfica.
Se restrenó en 2008 con dirección del propio autor e interpretación de Charo Reina, Alfonso Lara, Cristina Urgel, Alfonso Begara, Raquel Guerrero y Fernando Vaquero.

## Premios
En 1986 Alonso de Santos obtuvo por la obra el Premio Nacional de Teatro y el Premio Tirso de Molina y Gerardo Malla obtuvo el premio de teatro El Espectador y la Crítica a la mejor dirección escénica. En 1987 Santos fue galardonado con el Premio Mayte de Teatro también por Bajarse al moro y Natalia Dicenta recibió el Premio Ercilla a la mejor interpretación femenina.